# De Ommegang van 1615 in Brussel
|                                          |  |  |
| Optocht van de wapengilden (Grote Markt) |  |  |

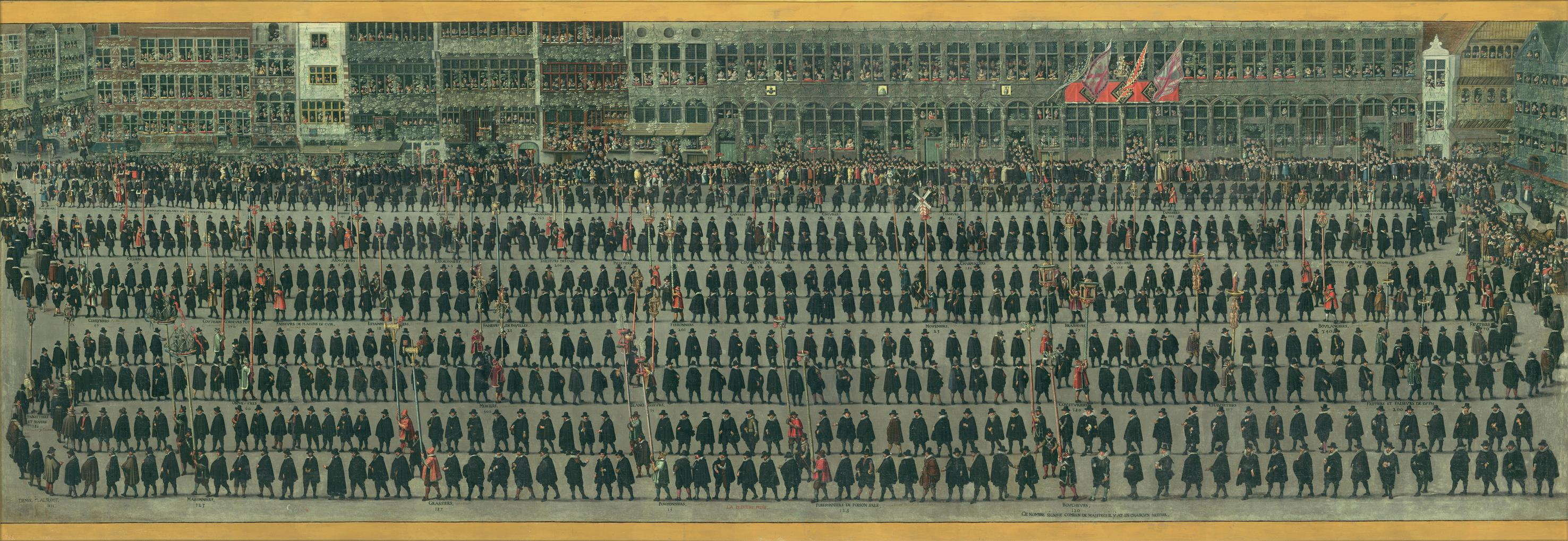
Optocht van de ambachten (Grote Markt)

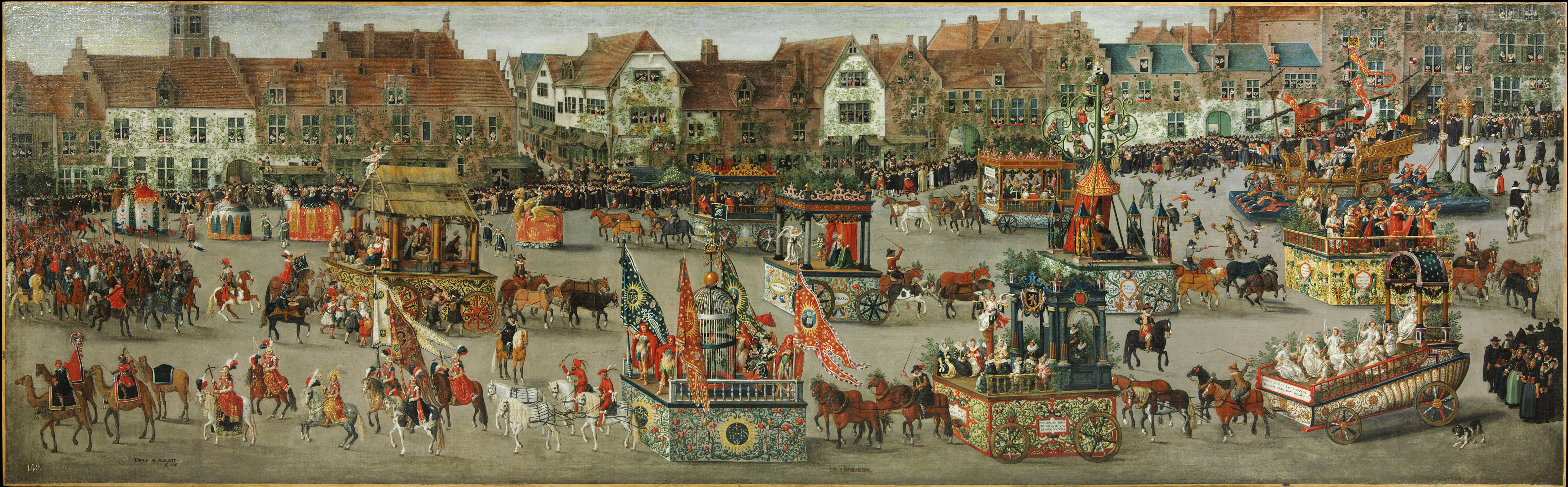
Wagenstoet (Zavel)

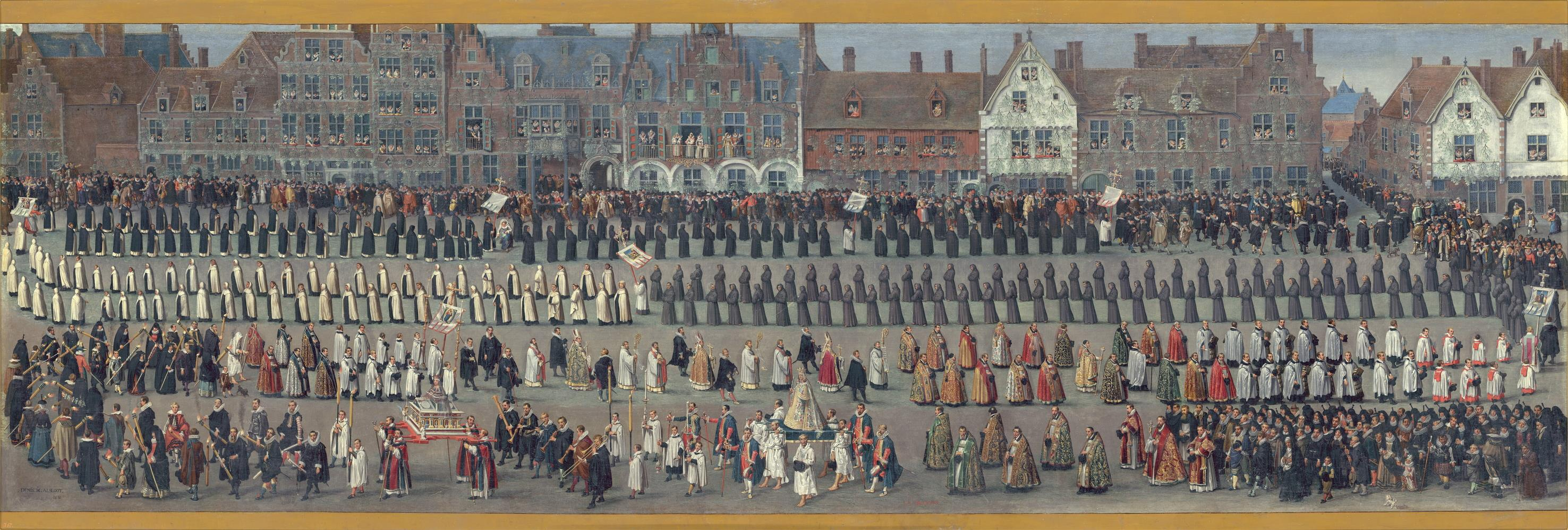
Optocht van de geestelijkheid (Zavel)

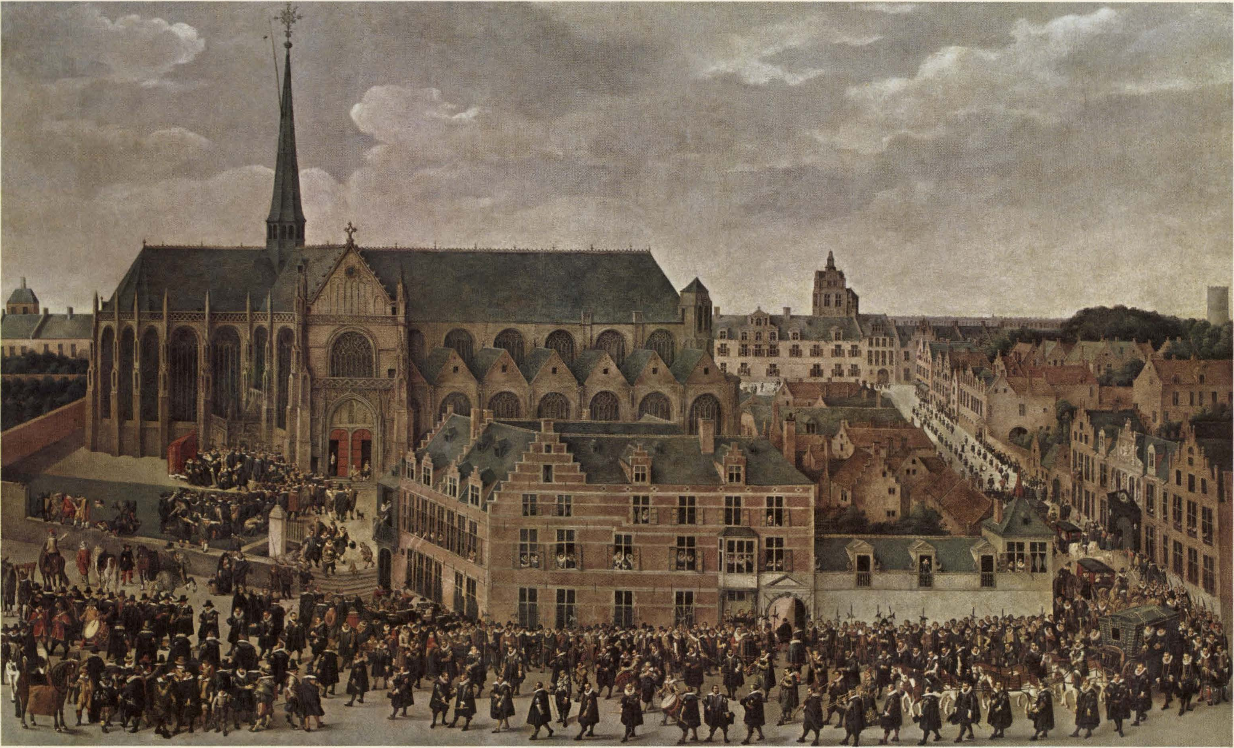
Gaaischieting door Isabella

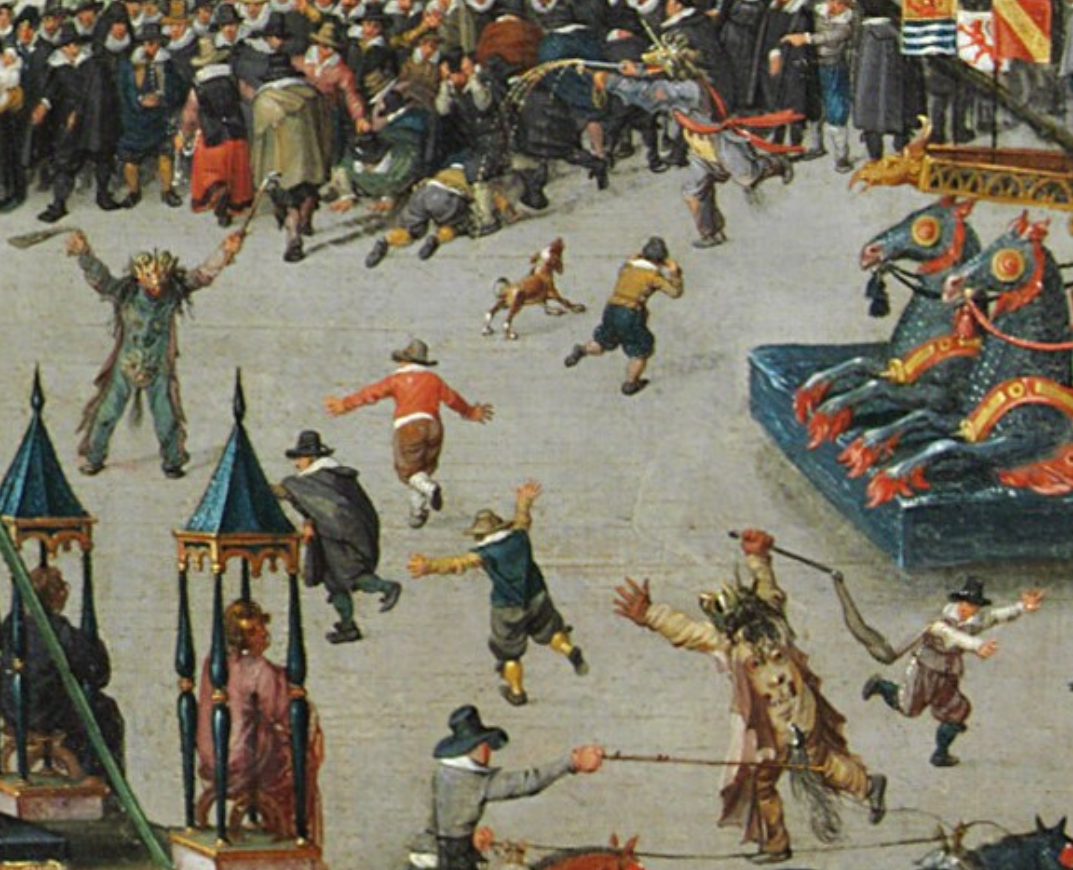
Demonen jagen het publiek op met vuurwerkbussen (detail uit de wagenstoet).

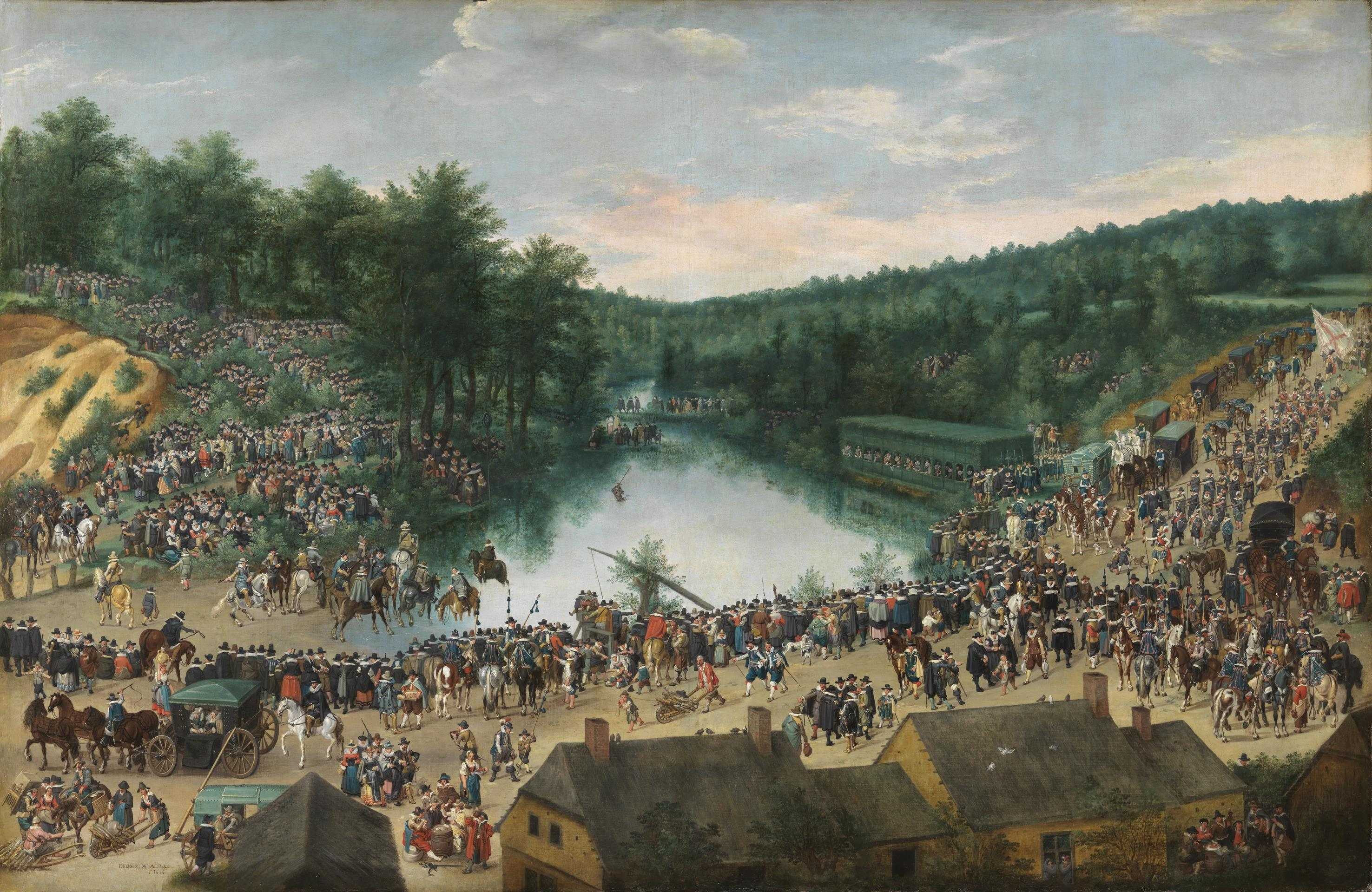
Feest in Diesdelle

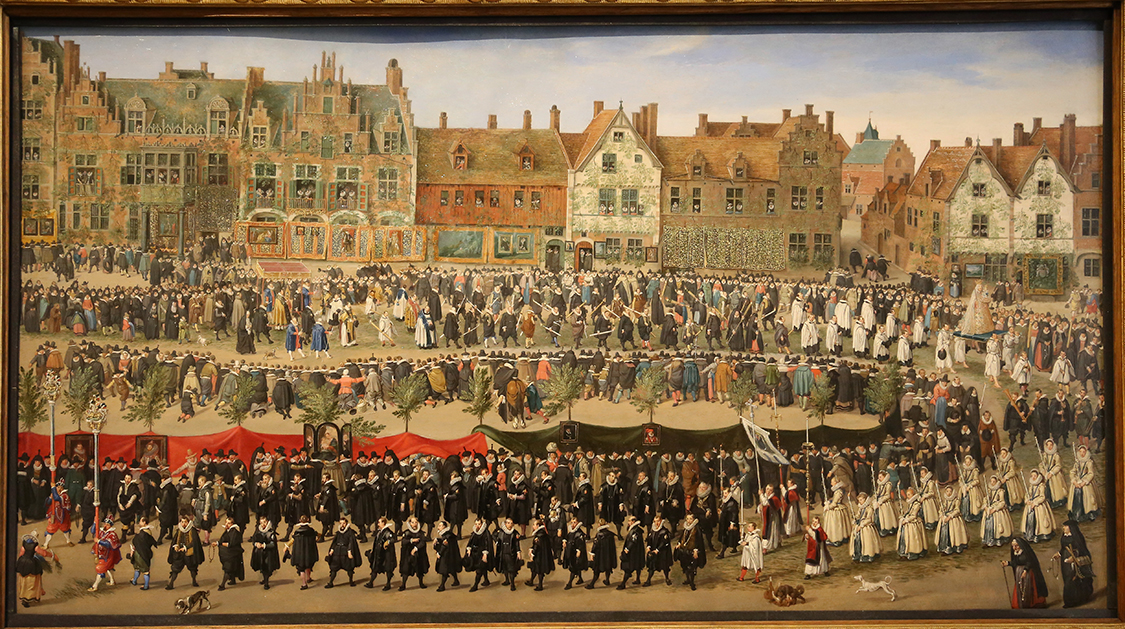
De maagdenprocessie op de Zavel, door Antoon Sallaert. Dit satellietwerk maakt geen deel uit van de eigenlijke reeks. Aan de twaalf meisjes met kandelaars die meelopen, is te zien dat het schilderij van 1617 of later dateert, want in dat jaar stelde Isabella het gebruik in.

De Brusselse Ommegang van 1615 is een reeks schilderijen gemaakt door Denijs van Alsloot in opdracht van de aartshertogen Albrecht en Isabella. Ze geven de festiviteiten weer die dat jaar in de stad plaatsvonden, gecentreerd rond de jaarlijkse Ommegang. Van de acht delen, geschilderd in 1616, lieten ze meteen evenveel replica's maken. Bovenop de artistieke kwaliteiten bezit het geheel een unieke documentaire waarde. Op 20 à 25 strekkende meter heeft Van Alsloot meer dan 10.000 figuren afgebeeld. Ook de gebouwen van de Grote Markt en de Zavel zijn met precisie weergegeven, hoewel de schilder zich bepaalde topografische vrijheden permitteerde.

## Gebeurtenissen
Op het schuttersfeest van 15 mei 1615 schoot aartshertogin Isabella, van jongs af aan vertrouwd met de kruisboog, de aan de torenspits van de Zavelkerk vastgemaakte gaai af. Ze werd uitgeroepen tot koningin van de Grote Voetboog en greep de gelegenheid aan om de banden met de onderdanen aan te halen. De ommegang, die normaal op 31 mei zou plaatsvinden (de zondag vóór pinksteren), werd uitgesteld naar pinkstermaandag 8 juni om er een uitzonderlijke editie van te maken.

## Beschrijving
Van de achtdelige reeks, zoals beschreven in aartshertogelijke documenten, ontbreken de delen drie en vier. Mogelijk zijn ze nooit gemaakt. De overige worden bewaard in het Victoria and Albert Museum te Londen en in het Prado te Madrid. Eén deel is enkel in twee replica's overgeleverd (in het bezit van het kasteel van Gaasbeek en de KMSKB, waar in totaal drie kopieën hangen). Naast de replica's bestaan ook varianten (bv. het kleine formaat van de KMSKA).

### Optocht van de ambachten
Op het eerste schilderij defileren de Brusselse ambachten over de Grote Markt. Elke delegatie wordt geleid door de knaap. Hij draagt een ketting en wordt geflankeerd door twee dragers die keersen met de insignes van het ambacht omhoog houden. Het kader toont de korte zijde van de Grote Markt met het eerste Huis van de Hertogen van Brabant. Om genoeg plaats te hebben voor alle personages, zijn links van het hertogenhuis de gevels van Heuvelstraat weergegeven alsof ze deel uitmaken van het plein.

### Optocht van de wapengilden
Het doek met de optocht van de Brusselse wapengilden op de Grote Markt is in de loop der tijden in twee gedeeld. Beide delen zijn verworven door het Victoria and Albert Museum. Elke gilde is herkenbaar aan haar schutspatroon. Vooraan (rechtsboven) lopen de schermers. Ze hebben Sint-Goedele bij - een duivel probeert haar lamp uit te blazen - en Sint-Michiel die met een zwaard zwaait en een duivel aan de ketting houdt. Na de schermers komen de haakbusschutters, geleid door een enorme Sint-Kristoffel. Hij draagt het Jezuskind en is in het gezelschap van een kluizenaar met een lantaarn. De handboogschutters zijn herkenbaar aan hun wapens, al tellen hun rangen ook drie rijen musketiers (voorafgegaan door hun kapitein en een vrouwelijke dwerg). Daarna volgen twee paarden die een slee met Sint-Niklaas trekken. Verderop volgt de Kleine Voetboog in het zog van hun patroon Sint-Joris. Hun vaandel bevat het wapen van Brussel en dat van aartshertog Albrecht. De gevangen draak ontbreekt evenmin, in tegenstelling tot de vijfde wapengilde, de Grote Voetboog, die op dat moment elders ontvangen werd.

### Wagenstoet op de Zavel
De optocht van de praalwagens op de Grote Zavel is eveneens te zien in het Victoria & Albert. Rechts boven vaart het galjoen mee dat gemaakt was voor de begrafenis van keizer Karel V. Het draagt zijn devies (Plus oultre) en de bijhorende zuilen van Hercules. Voorts zijn er verschillende tableaux-vivants: annunciatie, kerstverhaal, Jezus in discussie met de farizeeën... Een opvallende scène is de kar van het jezuïetencollege met de Libische 'koning' Psapho, die papegaaien zijn naam leerde en ze dan los liet in het wild. Hier was de papegaai in de kooi een verklede schooljongen, die steeds "Isabella is koningin" herhaalde. Ook Manneken Pis nam deel aan de optocht. Het schilderij is het bewijs dat hij al vroeg verkleed werd. Zijn krachtige straal is bovenaan bij de toeschouwers te zien, waar nog van alles gaande is.

### Zavelprocessie met de geestelijkheid
Het Prado bezit de processie van Onze-Lieve-Vrouw opt Stocksken op de Zavel. De stadsmagistraat gaat op kop, met in haar zog de Brusselse bedelorden (augustijnen, bogaarden, dominicanen, karmelieten en recoletten). Verderop volgen kanunniken van Sint-Goedele en de abten van Dielegem, Grimbergen en Ninove, dan de clerus van de Kapellekerk en de Zavelkerk, gescheiden door het reliek van Juliana van Nicomedië. Het Mariastandbeeld komt naar het einde. De zwarte kappen van de hovelingen achter haar tonen de Spaanse aanwezigheid.

### Gaaischieting door aartshertogin Isabella
Van dit schilderij zijn enkel eigentijdse replica's bewaard, zij het dan wel twee (in de KMSKB en in het kasteel van Gaasbeek). Het coloriet is minder levendig dan bij Alsloot. Weergegeven is de wedstrijd van de grote kruisbooggilde op 15 mei 1615, waar Isabella de gaai afschoot. Het schilderij van Antoon Sallaert hing in de Zavelkerk en hoorde bij de topstukken die eind 18e eeuw zijn geconfisqueerd door Franse revolutionairen. Het werd in 1811 gerestitueerd en hangt nog steeds in het Oldmasters Museum.

### Feest in Diesdelle
De afsluiter van de reeks toont een feest in Diesdelle (een bekende plek in het hertogelijke Zoniënwoud waar de Waelsche Weg passeerde). De man die midden de vijver staat, verwijst naar een volksverhaal over een brouwer die zijn buren ervan overtuigd had dat er een wonder stond te gebeuren. Op een welbepaalde dag zou een man verschijnen die over het water zou lopen. De dag kwam en ging zonder dat het wonder zich voordeed, maar de massaal opgekomen nieuwsgierigen bezorgden de brouwer een topdag. Rechts een overdekt verhoog vanwaaruit de hofhouding alles kan overzien. De aartshertogen zijn te voet afgebeeld tussen hun hovelingen, aan de linkerkant op middenhoogte. Ruiters en voetvolk waden door het water om het prijsschot te beproeven op twee in de verte zwemmende zwanen.

## Voetnoten
1. ↑  Luc Duerloo, Dynasty and Piety. Archduke Albert (1598-1621) and Habsburg Political Culture in an Age of Religious Wars, 2016, p. 407